# Az Amerikai Egyesült Államok energiaügyi minisztereinek listája
Az Amerikai Egyesült Államok energiaügyi minisztere az Egyesült Államok Energiaügyi Minisztériumának vezetője, a tizenötödik az elnöki utódlási sorrendben. 1977. október 1-én hozta létre a pozíciót Jimmy Carter elnök. Eredetileg több energia létrehozása és annak szabályozása volt a minisztérium célja, de viszonylag hamar a hatékonyabb energiahasználatra tolódott a figyelem. A hidegháború befejezte után ezek mellett elkezdtek koncentrálni a radioaktív hulladéktól való megszabadulásra és a környezetvédelemre.
James Schlesinger volt az egyetlen miniszter, akit a másik párt elnöke nevezett a pozícióra, mikor a demokrata Jimmy Carter bejelentette jelölését. Ezek mellett ő az egyetlen, akit kirúgtak a pozíciójáról. Az első afroamerikai és első női miniszter Bill Clinton elnök alatt volt Hazel O’Leary, míg az első latin-amerikai származású Clinton másodikja, Federico Peña volt. Spencer Abraham volt az első arab-amerikai 2001. január 20-án, mikor George W. Bush kinevezte, illetve Steven Chu volt az első ázsiai-amerikai, Barack Obama alatt. Ezek mellett ő töltötte be legtöbb ideig a pozíciót és ő volt az első, akit a kabinet tagjának tekintettek, miután megkapta a Nobel-díjat.
Ingrid Kolb a jelenlegi megbízott miniszter.

## Miniszterek
| Hely | Kereskedelmi miniszter | Kereskedelmi miniszter | Kereskedelmi miniszter | Állam         | Hivatali idő kezdete | Hivatali idő vége   | Elnök | Elnök             |
| Hely | Portré                 | Név                    | Párt                   | Állam         | Hivatali idő kezdete | Hivatali idő vége   | Párt  | Név               |
| ---- | ---------------------- | ---------------------- | ---------------------- | ------------- | -------------------- | ------------------- | ----- | ----------------- |
| 1    |                        | James Schlesinger      |                        | Virginia      | 1977. augusztus 6.   | 1979. augusztus 23. |       | Jimmy Carter      |
| 2    |                        | Charles Duncan         |                        | Texas         | 1979. augusztus 24.  | 1981. január 20.    |       | Jimmy Carter      |
| 3    |                        | James Edwards          |                        | Dél-Karolina  | 1981. január 23.     | 1982. november 5.   |       | Ronald Reagan     |
| 4    |                        | Donald Hodel           |                        | Oregon        | 1982. november 5.    | 1985. február 7.    |       | Ronald Reagan     |
| 5    |                        | John Herrington        |                        | Kalifornia    | 1985. február 7.     | 1989. január 20.    |       | Ronald Reagan     |
| 6    |                        | James Watkins          |                        | Kalifornia    | 1989. március 1.     | 1993. január 20.    |       | George H. W. Bush |
| 7    |                        | Hazel O’Leary          |                        | Virginia      | 1993. január 22.     | 1997. január 20.    |       | Bill Clinton      |
| –    |                        | Charles B. Curtis      |                        | Pennsylvania  | 1997. január 20.     | 1997. március 12.   |       | Bill Clinton      |
| 8    |                        | Federico Peña          |                        | Colorado      | 1997. március 12.    | 1998. június 30.    |       | Bill Clinton      |
| 9    |                        | Bill Richardson        |                        | Új-Mexikó     | 1998. augusztus 18.  | 2001. január 20.    |       | Bill Clinton      |
| 10   |                        | Spencer Abraham        |                        | Michigan      | 2001. január 20.     | 2005. február 1.    |       | George W. Bush    |
| 11   |                        | Samuel Bodman          |                        | Illinois      | 2005. február 1.     | 2009. január 20.    |       | George W. Bush    |
| 12   |                        | Steven Chu             |                        | Kalifornia    | 2009. január 20.     | 2013. április 22.   |       | Barack Obama      |
| –    |                        | Daniel Poneman         |                        | Ohio          | 2013. április 22.    | 2013. május 21.     |       | Barack Obama      |
| 13   |                        | Ernest Moniz           |                        | Massachusetts | 2013. május 21.      | 2017. január 20.    |       | Barack Obama      |
| –    |                        | Grace Bochenek         |                        |               | 2017. január 20.     | 2017. március 2.    |       | Donald Trump      |
| 14   |                        | Rick Perry             |                        | Texas         | 2017. március 2.     | 2019. december 1.   |       | Donald Trump      |
| 15   |                        | Dan Brouillette        |                        | Texas         | 2019. december 1.    | 2019. december 4.   |       | Donald Trump      |
| 15   | 2019. december 4.      | Dan Brouillette        | 2021. január 20.       | Texas         |                      |                     |       | Donald Trump      |
| –    |                        | David Huizenga         |                        |               | 2021. január 20.     | 2021. február 25.   |       | Joe Biden         |
| 16   |                        | Jennifer Granholm      |                        | Michigan      | 2021. február 25.    | 2025. január 20.    |       | Joe Biden         |
| –    |                        | Ingrid Kolb            |                        |               | 2025. január 20.     | hivatalban          |       | Donald Trump      |